# Deadline for Murder: From the Files of Edna Buchanan
Deadline for Murder: From the Files of Edna Buchanan (conocida en España como Acusado de asesinato) es una película de drama y crimen de 1995, dirigida por Joyce Chopra, escrita por Derek Marlowe, Dennis Turner, Les Carter, Susan Sisko y Edna Buchanan, autora del libro The Corpse Had a Familiar Face, musicalizada por Patrick Williams, los protagonistas son Elizabeth Montgomery, Yaphet Kotto y Audra Lindley, entre otros. El filme fue realizado por Blum-Ganz Productions, Krost/Chapin Productions, Touchstone Television y Von Zerneck-Sertner Films, se estrenó el 8 de mayo de 1995.

## Sinopsis
Basada en hechos de la vida de la periodista Edna Buchanan, ganadora del Premio Pulitzer y que reside en Miami. Ella va obteniendo información sobre el homicidio de un sujeto relacionado con la mafia de la ciudad donde vive.